# Mathilda Lagermarck
Hedvig Eva Mathilda Lagermarck (Turku, 10 mei 1853 – Helsinki, 28 november 1931) was een Finse zangeres met altstem.
Hedvig Eva Mathilda Lagermarck, artiestennaam Mathilda Lagrini, werd geboren in het gezin van "Hof van Appèl"-jurist Adam Johan Lagermarck en Augusta Margareta Aminoff. Ze trouwde in 1888 in Helsinki met Henrik Teodor Christian Salvesen.
Ze kreeg haar opleiding in Stockholm, Milaan, Parijs en Dresden. Ze maakte veel concertreizen in Finland, maar ook daarbuiten. Haar eerste rol was Amneris in de opera Aida in Stockholm. Ze zong onder meer in de theaters van Göteborg (1880/1881) en Stockholm (1881-1884). Ze zong tevens in het eerste operagezelschap van Kaarlo Bergbom (1878-1879). In 1886 kreeg ze nog een staatstoelage. Bekende rollen van haar waren in La Traviata en Il Trovatore en Guillaume Tell. Na haar huwelijk staakte ze haar zangcarrière.
Een concert: 
- 3 november 1887: Helsinki; ze zingt een aantal liederen van Agathe Backer-Grøndahl met de componiste achter de piano.